# Vespasien Robin
Vespasien Robin (* 1579 in Paris; † 1662 ebenda) war ein französischer Gärtner und Botaniker.

## Leben und Wirken
Vespasien Robin ist ein Sohn des Apothekers und Hofgärtners Jean Robin. Er bereiste die britischen Inseln, Deutschland, die Iberische Halbinsel und das westliche Afrika. Seine Funde aus Guinea veröffentlichte Robin 1603 im zweiseitigen Katalog Exoticae quaedam plantae a Johannes Robino juniore ex Guinea et Hispania delatae anno 1603.
Schon sein Vater hatte gute Kontakte nach Amerika. Und so konnte er 1612 die Englische Kolonie Virginia besuchen, von dort brachte er zahlreiche Pflanzen mit; so auch Passiflora incarnata. Die Pflanze blühte danach auch in den Königlichen Gärten. 1620 erschien sein Buch über die Pflanzen Virginias: L’Histoire des plantes nouvellement trouvées en l’isle Virginie, lesquelles ont été prises et cultivées au jardin de M. Robin. Zu dieser Zeit war er wahrscheinlich Assistent von Guy de La Brosse. 1629 wurde er Nachfolger seines Vaters als königlicher Gärtner. 
1636 pflanzte Robin eine Robinie (Robinia pseudoacacia). Der Baum ist noch heute im Jardin des Plantes in Paris zu besichtigen.

## Werke
- Histoire de Plantes aromatiques &c. augmentée de plusieurs Plantes venues des Indes lesquelles ont été prises & cultivées au Jardin de M Robin, Arboriste du Roi, Paris, Macé, 1619, in-16, 16 S.
- Enchiridion isagogicum ad facilem notitiam Stirpium tam indigenarum quam exoticarum quæ coluntur in horto D.D. Joan. & Vespasiani Robin, Paris, P. de Bresche, 1624, 71 S. (1. Auflage: 1623)